# عامر عبد الوهاب
عامر عبد الوهاب مواليد 17 أبريل 1969 في البصرة، هو لاعب كرة قدم عراقي سابق كان يلعب كحارس مرمى.

## المسيرة الاحترافية

### أندية لعب لها
- نادي الميناء
- نادي الزوراء
- نادي العهد
- الراسينغ بيروت

## روابط خارجية
- عامر عبد الوهاب على موقع ناشيونال فوتبول تيمز (الإنجليزية)
- عامر عبد الوهاب على موقع Soccerway.com (الإنجليزية)